# Peter O'Donnell
Peter O'Donnell (Londres, 11 de abril de 1920 - 3 de maio de 2010) foi um escritor de mistérios e de histórias em quadrinhos inglês, melhor conhecido como o criador de Modesty Blaise, um herói de ação do sexo feminino. Ele também foi um escritor romance histórico que escreveu sob o feminino pseudônimo de Madeleine Brent.